# Iwajlo Marinow
Iwajlo Marinow, gebürtig Ismail Mustafow (bulgarisch Ивайло Маринов; * 12. Juli 1960 in Warna) ist ein ehemaliger bulgarischer Boxer im Halbfliegengewicht. Er gehört dem Volk der Roma an.
Er gehört zu den erfolgreichsten Boxern dieser Gewichtsklasse und wurde unter anderem 1988 Olympiasieger, 1982 Weltmeister, 1981 Weltcup-Sieger, sowie 1981, 1983, 1989 und 1991 Europameister. 

## Karriere
Nachdem er 1980 Bulgarischer Meister geworden war, nahm er anschließend auch an den Olympischen Spielen 1980 in Moskau teil. Dort besiegte er Gerard Hawkins und Ahmed Siad, ehe er im Halbfinale gegen Hipólito Ramos ausschied und Bronze gewann. 1981 gewann er die Europameisterschaften in Tampere, nachdem er Antti Juntumaa, Dumitru Șchiopu, Schamil Sabirow und Dietmar Geilich geschlagen hatte. Im selben Jahr gewann er zudem den Weltcup in Montreal durch Siege gegen Juan Villalba, Hipólito Ramos und Heo Yeong-mo.
Bei den Weltmeisterschaften 1982 in München kam er durch Siege gegen Agapito Gómez, Efren Tabanas und Heo Yeong-mo in das Finale und schlug dort beim Kampf um die Goldmedaille Go Yong-hwan. 1983 gewann er Silber beim Challenge Match und Gold bei den Europameisterschaften in Warna, wobei er Henryk Sakowski, Beibit Jeschanow und Salvatore Todisco besiegt hatte. Beim Weltcup 1983 in Rom besiegte er Salvatore Todisco, schied aber dann im Halbfinale mit einer Bronzemedaille gegen Beibit Jeschanow aus.
1985 gewann er die Balkan-Meisterschaften in Sofia und erreichte bei den Europameisterschaften in Budapest das Finale, welches er gegen René Breitbarth verlor. Zuvor hatte er Neil Duddy, Vedat Tutuk und Róbert Isaszegi besiegt.
Bei den Olympischen Spielen 1988 in Seoul konnte er sich gegen Mark Epton, Henry Martínez, Alexander Machmutow, Leopoldo Serantes und Michael Carbajal durchsetzen und Olympiasieger werden. 1989 gewann er mit einem Finalsieg gegen Róbert Isaszegi das Challenge Match in Casablanca und siegte auch erneut bei den in Athen ausgetragenen Europameisterschaften, nachdem ihm Siege gegen Paul Weir, Petrică Paraschiv, Jan Quast und wieder gegen Róbert Isaszegi gelungen waren. Bei den Weltmeisterschaften 1989 in Moskau hingegen, unterlag er diesmal in der Vorrunde gegen Róbert Isaszegi.
1991 gewann er in Göteborg zum bereits vierten Mal die Europameisterschaften. Er konnte sich dabei gegen Leszek Olszewski, Rafael Lozano, Pál Lakatos und Luigi Castiglione durchsetzen.

## Weitere internationale Turniersiege
- Strandja-Memorial-Turnier: 1980, 1983, 1984, 1985, 1986, 1987, 1988 und 1992[16]
- Ring-Sofia-Turnier: 1979, 1985, 1986 und 1987[17]
- Albena-Turnier: 1988[18]
- Gee-Bee-Turnier: 1990[19]
- Trofeo-Italia-Turnier: 1984 und 1986[20]
- TSC-Turnier: 1998[21]
- Intercup: 1980, 1981 und 1989[22]
- Vaclav-Prochazka-Turnier: 1987[23]
- Golden-Belt-Turnier: 1986[24]